# Ignacio de Arteaga
Ignacio de Arteaga (Aracena, Andalousie, 17 février 1731-San Blas, 1783) est un navigateur et explorateur espagnol.

## Biographie
Il entre dans la marine en 1747 et sert à Cuba (1766). Il est envoyé en 1775 à San Blas au Mexique où on lui confie une flotte de trois navires avec pour mission de surveiller les incursions russes vers le Pacifique Sud, de découvrir le Passage du Nord-Ouest et de capturer James Cook.
Avec pour second Bodega y Quadra, il atteint l'archipel Alexandre puis mouille en Baie de Bucareli à Hinchinbrook Island dont il prend possession au nom du roi d'Espagne et qu'il nomme Puerto de Santiago.
Il explore ensuite l'anse de Cook et la péninsule Kenai (2 août 1779), mais, son équipage étant très affaibli, doit se résoudre à rentrer.